# Strade Bianche femminile
La Strade Bianche femminile è una corsa in linea femminile di ciclismo su strada che si svolge annualmente in provincia di Siena, in Italia. Si svolge dal 2015, affiancando l'omonima prova maschile sotto medesima organizzazione, e dal 2016 fa parte del calendario dell'UCI Women's World Tour come prova di classe 1.WWT.

## Albo d'oro
Aggiornato all'edizione 2025.
| Anno | Vincitore            | Secondo              | Terzo                  |
| ---- | -------------------- | -------------------- | ---------------------- |
| 2015 | Megan Guarnier       | Elizabeth Armitstead | Elisa Longo Borghini   |
| 2016 | Elizabeth Armitstead | Katarzyna Niewiadoma | Emma Johansson         |
| 2017 | Elisa Longo Borghini | Katarzyna Niewiadoma | Elizabeth Armitstead   |
| 2018 | Anna van der Breggen | Katarzyna Niewiadoma | Elisa Longo Borghini   |
| 2019 | Annemiek van Vleuten | Annika Langvad       | Katarzyna Niewiadoma   |
| 2020 | Annemiek van Vleuten | Mavi García          | Leah Thomas            |
| 2021 | Chantal Blaak        | Elisa Longo Borghini | Anna van der Breggen   |
| 2022 | Lotte Kopecky        | Annemiek van Vleuten | Ashleigh Moolman-Pasio |
| 2023 | Demi Vollering       | Lotte Kopecky        | Cecilie Uttrup Ludwig  |
| 2024 | Lotte Kopecky        | Elisa Longo Borghini | Demi Vollering         |
| 2025 | Demi Vollering       | Anna van der Breggen | Pauline Ferrand-Prévot |

## Statistiche

### Vittorie per nazione
Aggiornato all'edizione 2025.
| Pos. | Paese         | Vittorie |
| ---- | ------------- | -------- |
| 1    | Paesi Bassi   | 6        |
| 2    | Belgio        | 2        |
| 3    | Gran Bretagna | 1        |
| 3    | Italia        | 1        |
| 3    | Stati Uniti   | 1        |